# Amir Shapourzadeh
Amir Shapourzadeh (en persan : امیر شاپورزاده), né le 19 septembre 1982 à Téhéran, est un footballeur germano-iranien.

## Carrière
Shapourzadeh grandit à Hambourg et joue pour les clubs locaux Grün-Weiss Eimsbüttel, Niendorfer TSV, Eimsbütteler TV et Hambourg SV jusqu'en 2004. Pendant la pause hivernale de la saison 2003-2004, il rejoint les amateurs de Hansa Rostock, où il prend part importante dans la victoire du championnat régional et de la Coupe de Mecklembourg-Poméranie-Occidentale. Pour la saison 2005-2006, Shapourzadeh obtient un contrat professionnel en 2. Bundesliga et participe la saison suivante à la place de vice-champion et la promotion en élite. En 2007-2008, il ne parvient pas à s'imposer, de sorte que son contrat à Rostock n'est pas prolongé après la relégation immédiate. Pour la saison 2008-2009, Shapourzadeh rejoint le FSV Francfort promu en 2. Bundesliga, où il reçoit un contrat jusqu'en 2010.
Le contrat est résilié prématurément. Il quitte l'Allemagne pour l'Iran et s'engage avec le Steel Azin, club de la capitale. En raison de paiements de salaires impayés, il retourne en Allemagne en janvier 2012 et pour le Kickers Offenbach en 3. Liga.
Pour la saison 2012-2013, il n'a pas de nouveau contrat à Offenbach et accepte l'offre de l'équipe de Regionalliga Ouest Sportfreunde Lotte. Il devient capitaine de l'équipe mais deux fois l'équipe manque de monter en 3. Liga. En 2014, il rejoint le FC Würzburger Kickers en Regionalliga Bayern. Le 31 mai 2015, Wurtzbourg monte en troisième division lors du match retour contre le 1. FC Sarrebruck qui ne voulait pas être relégué. En raison d'une agression qu'il a commis le 5 septembre 2015 (7e journée du championnat) lors du match contre le FC Rot-Weiss Erfurt, Shapourzadeh est condamné à cinq matchs de suspension.
Il est sélectionné dans l'équipe d'Iran le 16 juin 2007 pour jouer le championnat d'Asie de l'Ouest de football 2007. Son premier match est contre l'Irak. Il joue tous les matchs de la compétition sauf la finale que l'Iran remporte.

## Management
Début janvier 2017, Shapourzadeh met fin à sa carrière professionnelle active et prend le rôle de manager du FC Admira Wacker Mödling, club de la Bundesliga autrichienne. Il est licencié en mai 2020.